# Campyloderes vanhoeffeni
Campyloderes vanhoeffeni is een soort in de taxonomische indeling van de stekelwormen.
De diersoort behoort tot het geslacht Campyloderes en behoort tot de familie Centroderidae. De wetenschappelijke naam van de soort werd voor het eerst geldig gepubliceerd in 1913 door Zelinka.